# Sistema Ferroviario Metropolitano Regionale

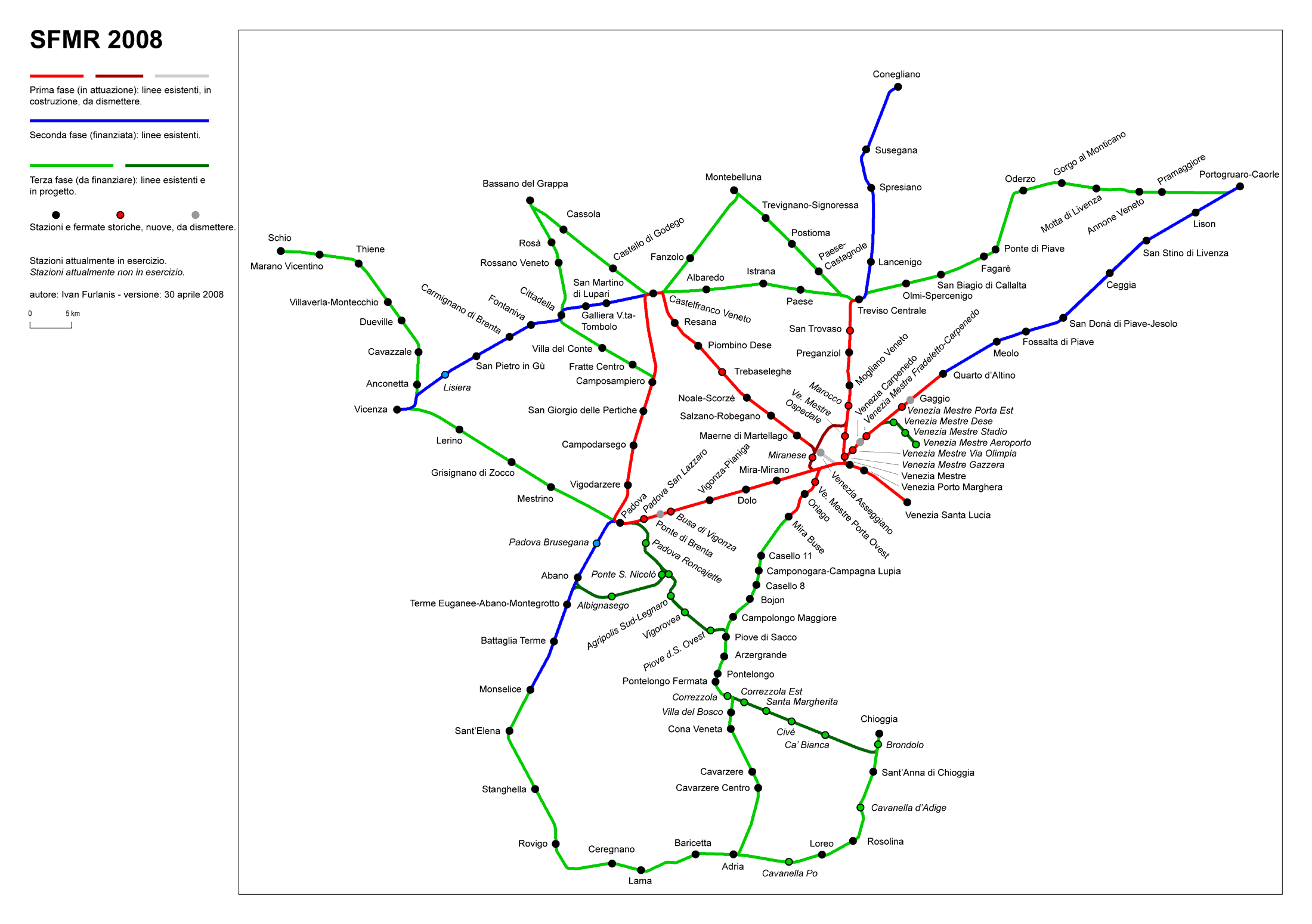
Zukünftiger Netzplan des SFMR

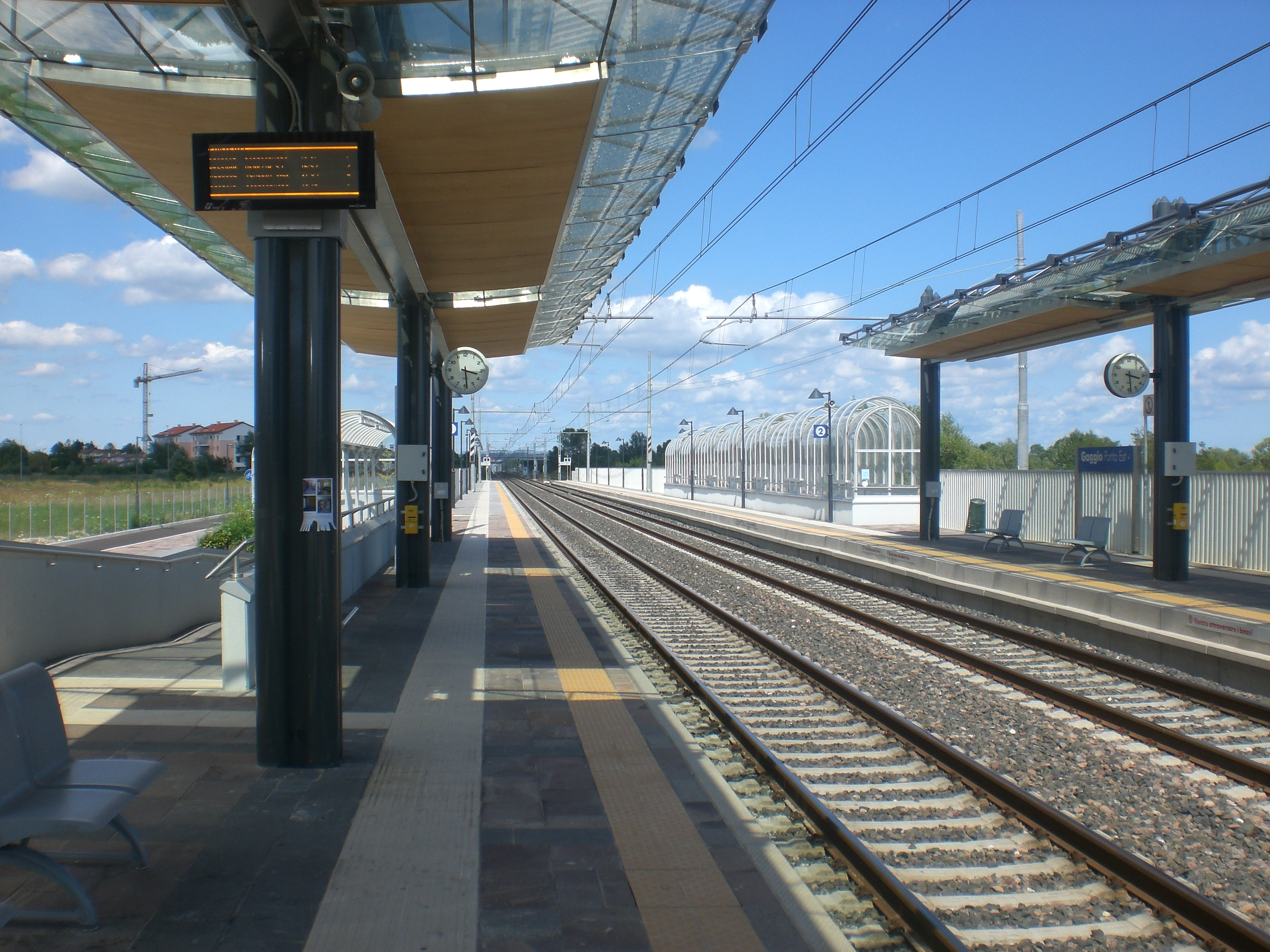
Haltepunkt Gaggio Porta Est

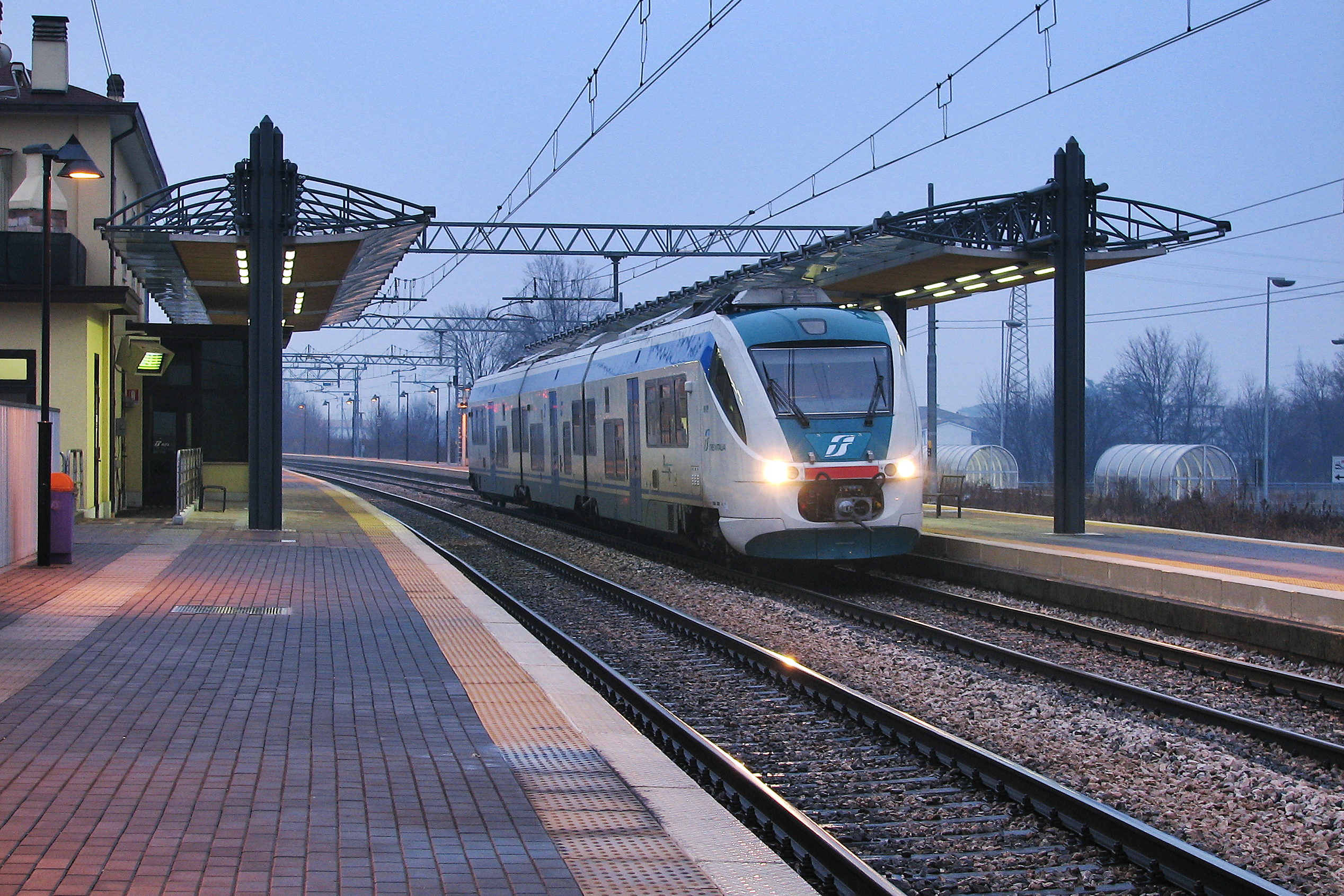
Haltepunkt Vigodarzere

Sistema Ferroviario Metropolitano Regionale (SFMR) (italienisch, in etwa: hauptstädtisches regionales Eisenbahnsystem) ist ein im Aufbau befindliches regionales S-Bahnsystem in der norditalienischen Region Venetien, das im Taktfahrplan verkehren soll. Beteiligt sind neben der Region selber die Ferrovie dello Stato, Sistemi Territoriali und verschiedene örtliche Gebietskörperschaften.

## Konzept
Im Gegensatz zu den meisten S-Bahnsystemen im deutschsprachigen Raum mit einer gemeinsam genutzten Stammstrecke handelt es sich bei der SFMR um ein polyzentrisches Netz mit den drei zentralen Punkten Venedig, Padua und Treviso und weiteren Verknüpfungspunkten. 
Die Wartezeiten bei Umsteigevorgängen sollen minimiert werden, die Linien in einem fixen Takt verkehren und die Abfahrtszeiten leicht merkbar gestaltet werden. 
Im Zusammenhang mit dem Ausbau der S-Bahn soll auch das regionale Busnetz auf die Umsteigebeziehungen zur Bahn hin adaptiert werden. Der Modal Split soll sich voraussichtlich zugunsten der Bahn um 74,2 % erhöhen, der Pkw-Verkehr jedoch um 7,7 % und die Busfahrten um 32,3 % verringert werden. 

## Planungsabschnitte
Die erste Phase (im Plan rot eingezeichnet) umfasst das Dreieck Venedig, Padua und Castelfranco Veneto sowie die Strecken von Venedig nach Treviso, Mira Buse und Quarto d’Altino. Im April 2008 wurde die zweite Phase des Netzausbaus finanziert, welche die Streckenabschnitte Quarto d’Altino–Portogruaro, Treviso–Conegliano, Castelfranco Veneto–Vicenza und Padua–Monselice umfasst. 
Vorbehaltlich einer weiteren Finanzierung soll das Netz in einer dritten Phase alle Bahnstrecken innerhalb des Gebietes Portogruaro, Conegliano, Montebelluna, Bassano del Grappa, Schio, Vicenza, Rovigo und Chioggia umfassen. Schließlich ist in einer vierten Phase langfristig geplant, das Netz bis nach Verona, Trient und Calalzo di Cadore auszudehnen. 
Neu zu errichtende Streckenabschnitte sind Padua-Chioggia, eine Südumfahrung von Padua und eine Stichstrecke zum Flughafen Venedig-Marco Polo.